# Il suo fratello dell'animo
Il suo fratello dell'animo (Mi hermano del alma) è un film del 1994 diretto da Mariano Barroso.

## Riconoscimenti
- 1994 - Festival internazionale del cinema di Karlovy Vary
  - Globo di Cristallo